# Брюггены
Брюггены (нем. von Brüggen) — баронский род.

## Происхождение и история рода
Род вестфальского происхождения. В XVI в. Феликс Брюгген за услуги, оказанные Ливонскому ордену, пожалован имением в Курляндии. В 1620 род Брюгген внесен в матрикул курляндского рыцарства.
Баронское достоинство за Брюггенами было признано Правительствующим Сенатом в 1862 и 1863 годах.

## Владения
Майорат рода был в поместье Дижстенде.

## Знаменитые представители рода
- Фёдор Дмитриевич Брюгген (29.06.1796 — 20.04.1874) — барон, Георгиевский кавалер; генерал конной артиллерии, участник 45 сражений, был записан по Екатеринославской губернии.
- Брюгген, Эраст Дмитриевич — Георгиевский кавалер; генерал-майор.
- Бригген, Александр Фёдорович (1792—1859) — декабрист